# Czytanie Ewangelii

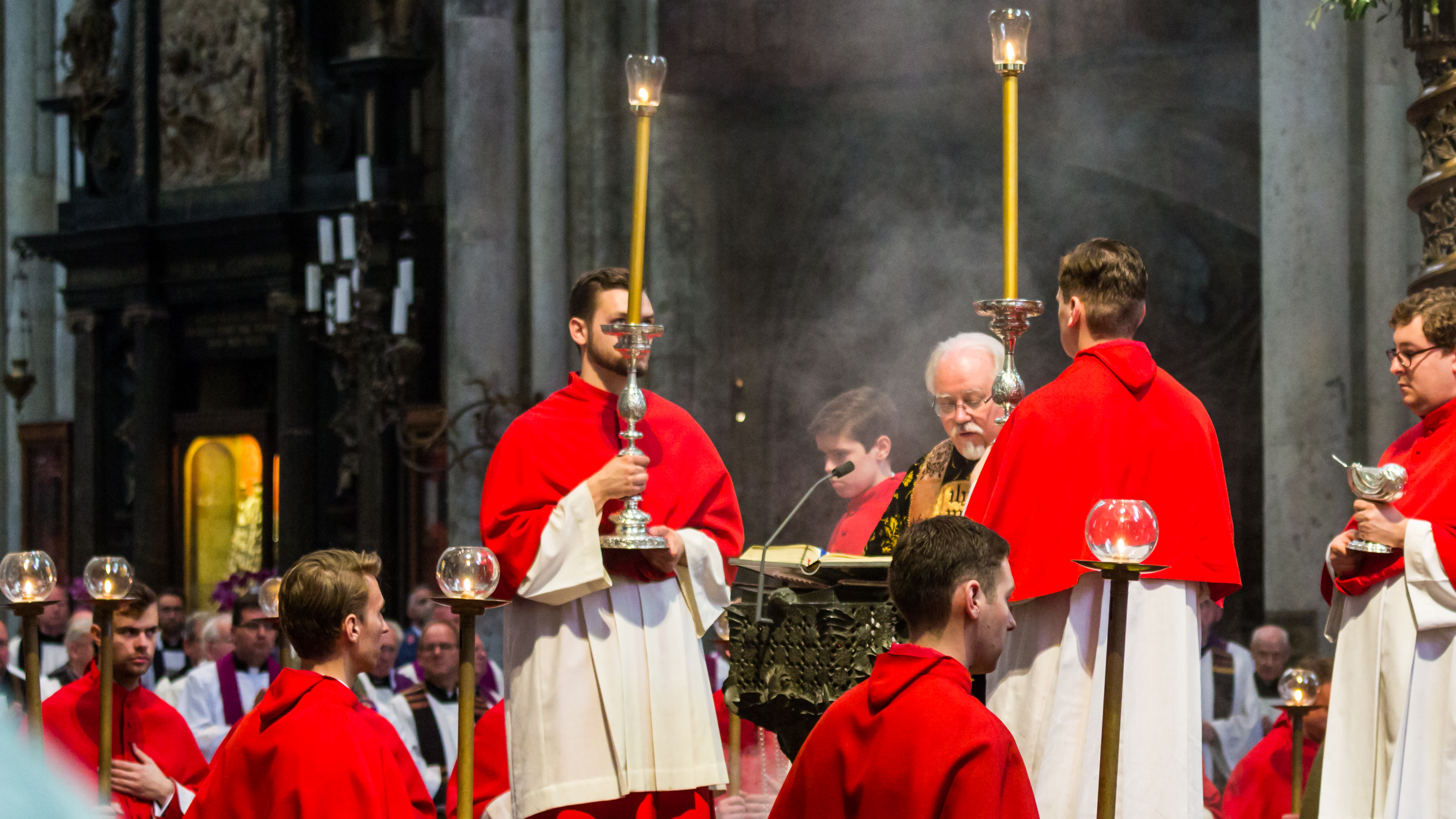
Czytanie Ewangelii przez diakona w Katedrze Kolońskiej podczas nabożeństwa pogrzebowego za kardynała Joachima Meisnera (2017).

Czytanie Ewangelii – fragment Ewangelii. Stanowi część liturgii słowa we Mszy Świętej. Ewangelia jest śpiewana lub czytana zazwyczaj po aklamacji przez diakona lub celebransa. Kapłan lub diakon przed jej proklamacją pozdrawiają lud, po czym czynią znak krzyża na danej perykopie ewangelicznej oraz kolejno: czole, ustach i sercu. Wierni czynią znak krzyża tylko na czole, ustach i sercu. W Wielki Piątek i w Niedzielę Palmową czytana może być z podziałem na role (kapłan, lektor i inne osoby). Czytana jest z Lekcjonarza lub Ewangeliarza, w zależności od zwyczajów w parafii.